# Pogana (gmina)
Pogana – gmina w Rumunii, w okręgu Vaslui. Obejmuje miejscowości Bogești, Cârjoani, Măscurei, Pogana i Tomești. W 2011 roku liczyła 2992 mieszkańców.